# Castell'Arquato

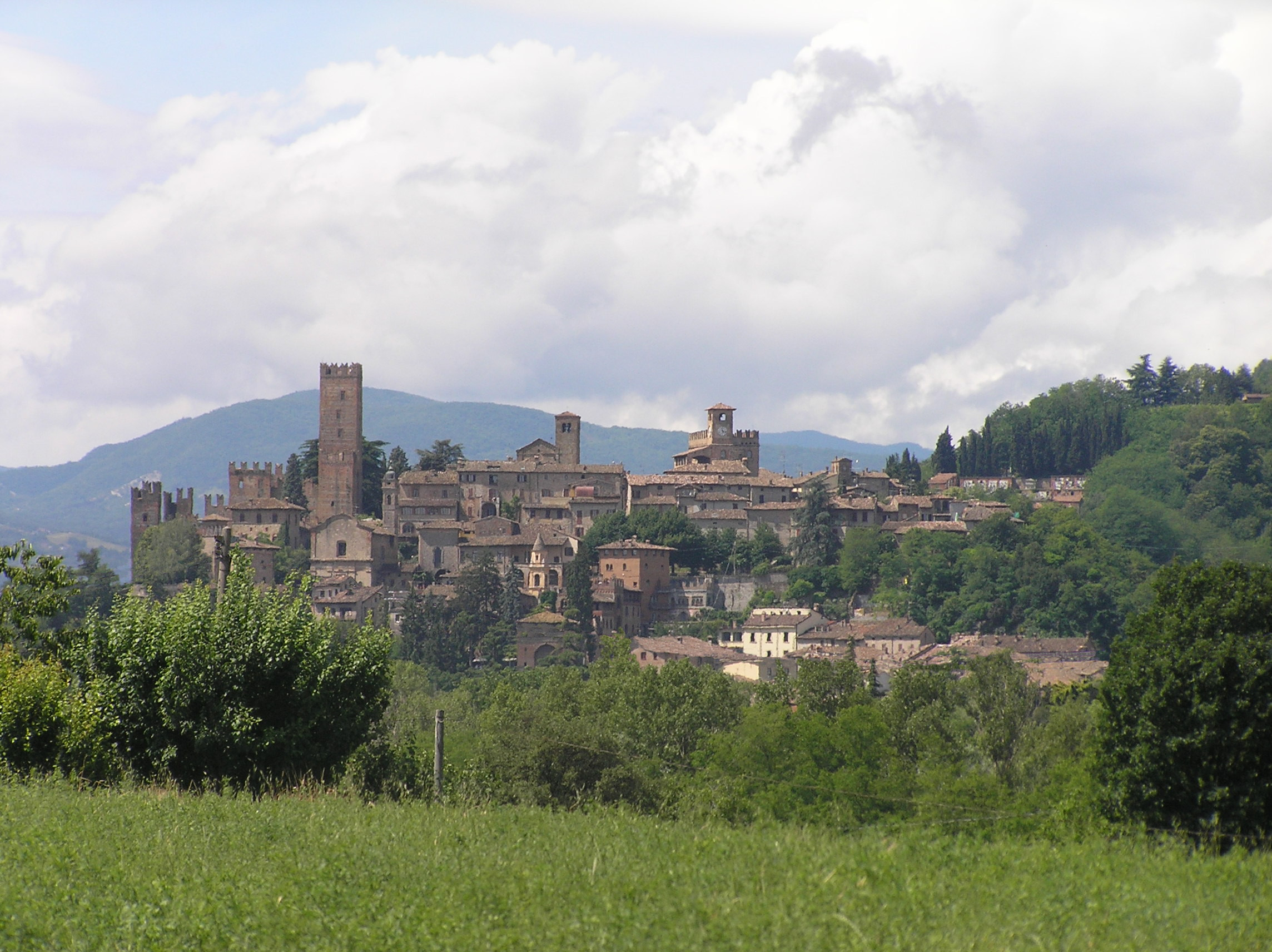
Castell'Arquato

Castell'Arquato is een gemeente in de Italiaanse provincie Piacenza (regio Emilia-Romagna) en telt 4597 inwoners (31-12-2004). De oppervlakte bedraagt 52,2 km², de bevolkingsdichtheid is 88 inwoners per km².
De volgende frazioni maken deel uit van de gemeente: Bacedasco Alto, Doppi, Pallastrelli, Sant'Antonio, San Lorenzo, Vigolo Marchese.

## Demografie
Castell'Arquato telt ongeveer 1972 huishoudens. Het aantal inwoners steeg in de periode 1991-2001 met 3,7% volgens cijfers uit de tienjaarlijkse volkstellingen van ISTAT.
| Jaar | Inwoneraantal |
| ---- | ------------- |
| 1991 | 4405          |
| 2001 | 4567          |

## Geografie
De gemeente ligt op ongeveer 224 m boven zeeniveau.
Castell'Arquato grenst aan de volgende gemeenten: Alseno, Carpaneto Piacentino, Fiorenzuola d'Arda, Lugagnano Val d'Arda, Vernasca.

## Externe link

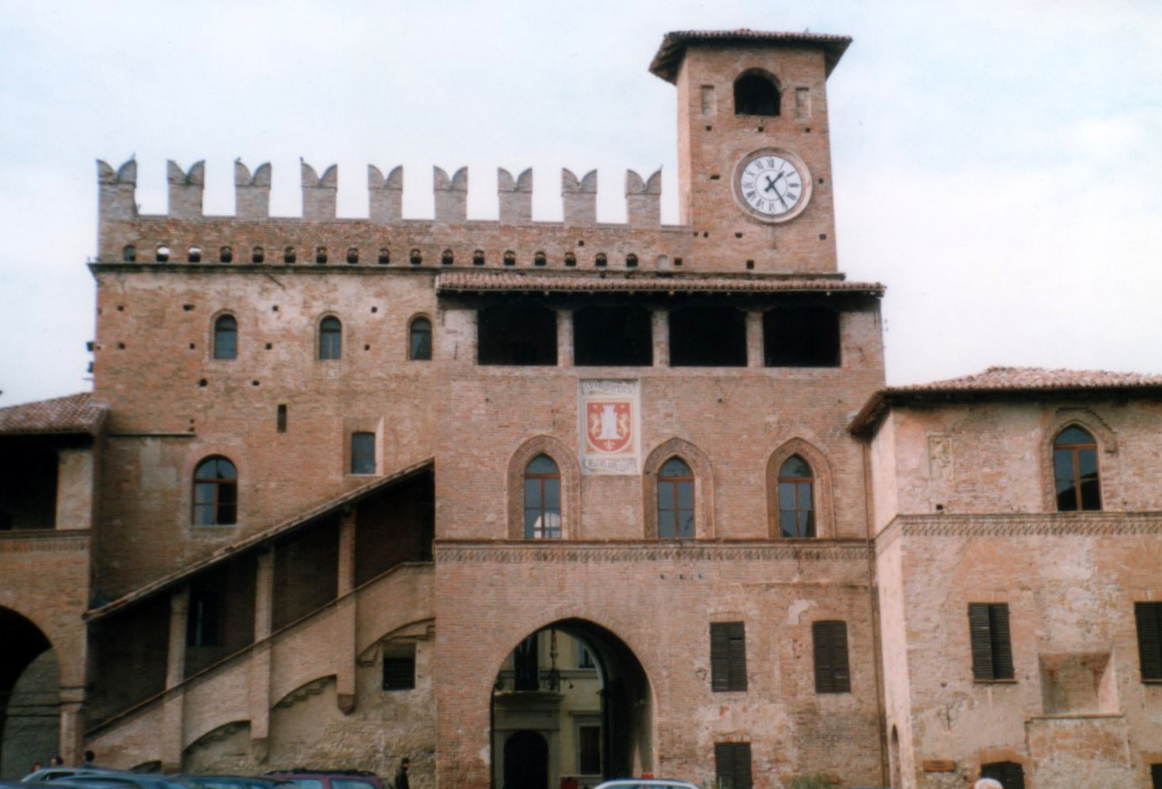
Palazzo del Podestà, Castell'Arquato
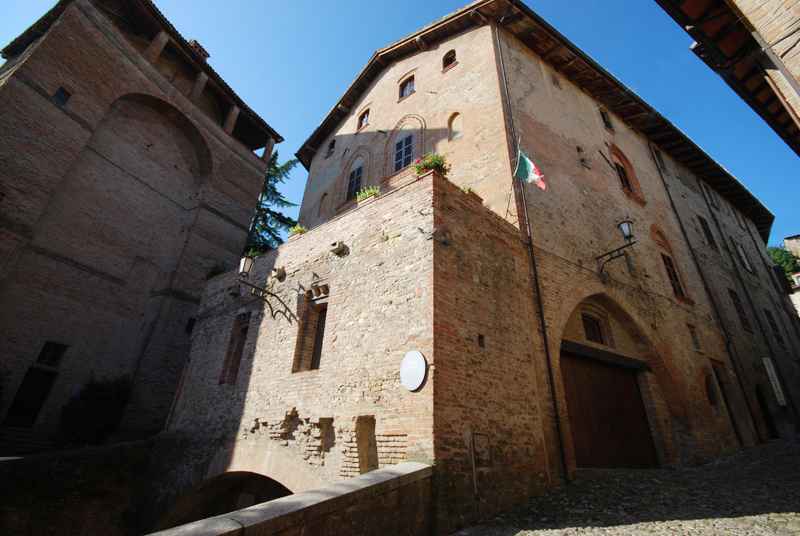
Palazzo del duca